# Diễn An
Diễn An là một xã thuộc huyện Diễn Châu, tỉnh Nghệ An, Việt Nam.
Xã Diễn An có diện tích 7,84 km², dân số năm 1999 là 4966 người, mật độ đân số đạt 633 người/km².

## Địa lý
Xã Diễn An là một xã nằm ở phía cực nam huyện Diễn Châu, nằm trên Quốc lộ 1 trải dài trên khoảng 6,5 km, cách Thành phố Vinh khoảng 30 km về phía Bắc và cách Cửa Lò gần 20 km về phía tây bắc.
Diễn An giáp các xã: Phía tây và bắc giáp xã Diễn Lộc, phía tây nam giáp xã Diễn Phú, phía đông giáp xã Diễn Trung, phía đông bắc giáp xã Diễn Thịnh, phía nam giáp với xã Nghi Yên (Huyện Nghi Lộc). Giao thông rất thuận lợi với 6,5 km đường Quốc lộ 1, 6 km đường sắt với ga Mỹ Lý là ga trung chuyển cùng với khoảng 5 km đường sông (Kênh Nhà Lê).
Xã Diễn An nổi tiếng có núi Mộ Dạ đã đi vào sử sách với Khu Di tích lịch sử Đền Cuông. Lễ hội Đền Cuông diễn ra hằng năm vào ngày 15 tháng Hai âm lịch. Đền Cuông cách bãi biển Cửa Hiền (thuộc xã Diễn Trung) chỉ khoảng 3 km tạo nên khu Du lịch Đền Cuông - Cửa Hiền và cách bãi biển Cửa Lò gần 20 km. Diễn An nằm trong vành đai  Khu kinh tế Đông Nam, một dự án kinh tế trọng điểm của tỉnh Nghệ An.
Xã Diễn An trải qua nhiều lần tách, nhập, thay đổi địa giới hành chính cùng với xã Diễn Lộc, Diễn Trung. Sau cách mạng Tháng Tám, xã Diễn An được thành lập trên cơ sở 2 làng Phúc Đồng (xã Quang Trung) và làng Phúc Lộc (xã Đa Phúc). Phần còn lại của xã Quang Trung thành xã Diễn Trung, phần còn lại của xã Đa Phúc cùng một số điều chỉnh thành xã Diễn Lộc. Hiện nay Diễn An gồm 5 làng: Nguyệt Tiên (Phúc Lộc), Yên Nam, Phúc Đồng, Bục Bục và Trại Lầy. Làng Yên Nam vốn là một xóm nhỏ, sau đó bổ sung một số hộ từ làng Mị Châu. Làng Mị Châu là một làng nằm ven kênh Nhà Lê, bị máy bay Mỹ ném bom tàn phá nên di cư, một phần về Diễn An, một phần về Diễn Lộc.
Hiện nay xã Diễn An có 5 xóm: Làng Nguyệt Tiên là xóm 1; Làng Yên Nam và một phần làng Phúc Đồng (phần xóm 4 cũ) là xóm 2; Phần còn lại của làng Làng Phúc Đồng (xóm 5 và xóm 9 cũ) là xóm 3, Xóm 14 cũ là xóm 4; Xóm 5 bao gồm Làng Bục Bục và Làng Trại Lầy (xóm 12 và xóm 13 cũ). 
Năm 2020, Xã Diễn An được công nhận đạt các tiêu chí nông thôn mới.
Trung tâm của xã ở xóm 14 với chợ Giâm, bưu cục Nam Diễn Châu, trường THCS Diễn An và trước đây còn có bệnh viện Nam Diễn Châu. Hiện nay khu vực gần Đền Cuông đã trở nên nhộn nhịp, mang dáng vẻ của một thị tứ trong tương lai gần với kinh tế chủ yếu là du lịch - dịch vụ. Trung tâm hành chính nằm ở xóm 2, cùng với trường tiểu học, mầm non xã Diễn An.

## Dân cư
Các họ tộc ở Diễn An chủ yếu là họ Nguyễn, họ Cao, họ Hồ, họ Trương, họ Trịnh, họ Phan, họ Lê, họ Hoàng, họ Mai... nhưng nổi tiếng nhất phải kể đến họ Đoàn với Khu di tích Quốc gia mộ Đoàn Nhữ Hài thuộc xóm 1. Tương truyền, ông đi đánh giặc AiLao chiến thắng, trên đường trở về thì bị bệnh và mất ở đây, khi mất thì những người trong dòng họ đã tình nguyện ở lại vùng này để chăm sóc ngôi mộ cho ông và đã lập làng xóm ở đây.
Người Diễn An cũng có truyền thống hiếu học. Nổi tiếng nhất phải kể đến cựu Bộ trưởng Bộ Tư pháp Nguyễn Đình Lộc (xuất thân từ xóm 3 hiện nay) và nhà thơ Văn Công (tức Cao Xuân Thiêm, nguyên Phó Bí thư Tỉnh ủy Phú Yên, nguyên quyền Chủ tịch UBND tỉnh Phú Khánh, hội viên Hội Nhà văn Việt Nam, là tác giả của rất nhiều bài thơ cùng 15 cuốn sách đã xuất bản, mới nhất là cuốn "Các dân tộc thiểu số miền Tây Phú Yên"). Dòng họ Hồ ở đây được công nhận là dòng họ hiếu học của huyện Diễn Châu và tỉnh Nghệ An.
Trong chiến tranh Việt Nam, xã Diễn An với đường bộ, đường sắt và đường thủy chạy qua cũng là một chiến trường ác liệt.

## Giáo dục
Xã Diễn An có 1 trường mầm non tập trung, 1 trường tiểu học, 1 trường trung học cơ sở, 1 trạm y tế và 1 khu chợ được xây dựng khang trang. Đây là một xã khá gần thành phố Vinh nên đội ngũ giáo viên có nhà ở Vinh về công tác khá đông. Đây vừa là thuận lợi vừa là khó khăn vì đội ngũ giáo viên này có chất lượng tốt, nhưng sau 3-5 năm công tác thì họ thường thuyên chuyển về các nơi khác tốt hơn (Vinh, Nghi Lộc, Cửa Lò).

## Văn hoá
Phong trào văn hóa thể dục thể thao cũng được địa phương quan tâm phát triển, nhất là môn bóng đá bóng chuyền với nhiều giải trong năm như giải Quốc khánh 2/9, giải Hội đền Cuông... Hiện tại Diễn An đang dần ổn định và ngày càng phát triển.
Xã Diễn An cũng có làng nghề thủ công, nổi tiếng nhất là làm trầm hương phục vụ cho chính lễ hội Đền Cuông cũng như xuất đi Vinh.

## Giao thông vận tải
Đoạn đường Quốc lộ 1 chạy qua xã Diễn An là một điểm đen về giao thông, hằng năm có hàng chục tai nạn nghiêm trọng xảy ra với số người chết không hề nhỏ. Lý do có lẽ do những đường ngang vắt qua Quốc lộ 1 mà không có những biện pháp giảm tốc độ, cùng như cung đường cong rất nguy hiểm ở gần chợ Giâm.
Xã này nằm bên tuyến kênh Nhà Lê, là tuyến đường thủy đầu tiên trong lịch sử Việt Nam từ kinh đô Hoa Lư đến Đèo Ngang và được xem là tuyến đường Hồ Chí Minh trên sông vì những đóng góp cho các cuộc chiến tranh của người Việt.

## An ninh trật tự
Ngoài ra, do thuận lợi về giao thông nên ở đây tệ nạn mại dâm, cũng như ma túy khá phổ biến, đặc biệt là vùng giáp ranh với xã Nghi Yên (huyện Nghi Lộc), do sự quản lý của 2 huyện khác nhau nên khi có lực lượng của huyện Diễn Châu kiểm tra thì những thành phần này chạy sang địa phận Nghi Lộc và ngược lại.
Hiện nay (2018), tình hình mại dâm đã hoàn toàn bị xóa sổ. An ninh trật tự được đảm bảo.

## Chùa Nghìn Tỷ
Chùa Linh Sơn hay khu du lịch tâm linh Chùa Linh Sơn Còn theo ông Nguyễn Nhã Sơn Trưởng phòng Văn hóa thông tin huyện Diễn Châu, tổng quy hoạch Dự án Quần thể văn hóa tâm linh đền Cuông huyện Diễn Châu là 130ha, được chia thành 40 hạng mục và 7 phân khu, Đây là dự án thuộc diện thu hút đầu tư của tỉnh năm 2018, do Ủy Ban Nhân Dân huyện diễn châu làm chủ đầu tư; trong đó, tổng mức đầu tư xây dựng chùa Linh Sơn khoảng 120 tỉ đồng từ nguồn xã hội hóa, gia đoạn 2 và giai đoạn 3 sẽ được Huyện Diễn Châu đầu tư Nghìn tỷ các giai đoạn tiếp theo ...